# Benguet
Benguet é um província de  segunda classe de renda da província (d) na região A Cordilheira, nas Filipinas. De acordo com o censo de 1 de maio  de  2020 possui uma população de 460 683 pessoas e 106 117 domicílios. Sua capital é La Trinidad.

## Subdivisões
Municípios
- Atok
- Bakun
- Bokod
- Buguias
- Itogon
- Kabayan
- Kapangan
- Kibungan
- La Trinidad
- Mankayan
- Sablan
- Tuba
- Tublay

Cidade
- Baguio  (Administrativamente independente da província, mas agrupada em Benguet pela Philippine Statistics Authority.)